# Donji Čehi
Donji Čehi is een plaats in de gemeente Zagreb in de Kroatische provincie Stad Zagreb. De plaats telt 255 inwoners (2001).